# Кастровиллари (футбольный клуб)
Кастровиллари — футбольный клуб из одноименного города в Италии, выступает в Эччеленце. Цветами клуба являются красный и черный. Клуб был основан в 1921 году. Домашним стадионом команды является стадион Миммо Ренде, вместимостью в 4000 чел.

## История
Клуб был основан в 1921 году. В 2003 году клуб переехал в город Козенца, заменив местный футбольный клуб. Летом 2003 года клуб был воссоздан заново в городе Кастровиллари.